# TD-SCDMA
Time Division Synchronous Code Division Multiple Access (TD-SCDMA)  or UTRA/UMTS-TDD .28 Mcps Low Chip Rate (LCR)  - китайський стандарт мобільних мереж третього покоління, який використовує China Mobile.
Розроблений з ціллю уникнути відрахувань "на сторону" за використання патентних технологій CDMA2000 та WCDMA. TD-SCDMA використовує S-CDMA.

## Цілі
TD-SCDMA в даний час розробляється в КНР у Китайській академії телекомунікаційних технологій (KATT), Datang Telecom і Siemens AG , щоб уникнути залежності від західних технологій. Ця технологія розробляється ,ймовірно, перш за все з практичних міркувань, так як інші 3G формати вимагають сплати патентних мит на велику суму західним власникам. Прихильники стверджують, що TD-SCDMA краще підходить для густонаселених районів. Крім того, технологія повинна охоплювати всі сфери використання, в той час як W-CDMA, оптимізований для симетричного руху  макро-сот, тоді як TD-CDMA краще всього використовувати в рамках мікро-та піко-сот.

Запуск національної TD-SCDMA мережі спочатку планувався 2005р., але у тестовий запуск для 60 000 користувачів у восьми містах відбувся лише у 2008 році.

7 січня 2009р. Китай отримав TD-SCDMA 3G ліцензований на China Mobile.

21 вересня 2009р. China Mobile офіційно оголосила, що вона мала 1,327,000 TD-SCDMA абонентів на кінець серпня 2009 року.

## Особливості побудови радіо інтерфейсу TD - SCDMA
Усі сучасні системи стільникового зв'язку передбачають дуплексний режим передачі інформації, тобто можлива одночасна передача даних в двох напрямах: uplink(від абонента до базової станції) і downlink(від базової станції до абонента). Така можливість важлива для надання таких послуг як телефонія, відеодзвінок, доступ в мережу Інтернет і так далі. Існує два основні способи організації дуплексного зв'язку : FDD(Frequency Division Duplex) і TDD(Time Division Duplex). У режимі FDD висхідний і низхідний канали передаються в різних частотних діапазонах, що не перетинаються. Цей режим досить простий в реалізації, але при цьому не найекономічніший: у випадку, якщо спостерігається значна асиметрія між uplink і downlink, то ресурси у недовантаженому напрямі будуть зарезервовані, але не задіяні. У стандарті TD - SCDMA застосовується інша технологія - TDD(Time Division Duplex) - дуплекс із часовий розділенням. Це означає, що uplink і downlink передаються на одній частоті по черзі. Режим TDD набагато ефективніший, оскільки дозволяє динамічно перерозподіляти ресурси. Проте в цьому випадку потрібна надійна система синхронізації між усіма пристроями в мережі, інакше можливе накладання сигналів, що передаються в різних напрямах. 

Стандарт TD - SCDMA також передбачає часове розділення каналів між користувачами, тобто використовує TDMA(Time Division Multiple Access). Цей режим має на увазі розділення загального часового ресурсу каналу зв'язку на таймслоти. TD - SCDMA використовує фрейми тривалістю 5 мс, кожен з яких розділений на 7 таймслотів. Залежно від завантаження мережі і потреб абонентів таймслоти динамічно розподіляються між користувачами як в напрям uplink, так і в downlink.

Разом з вищезгаданими технологіями в стандарті TD - SCDMA застосовується ще один спосіб розділення каналів - кодовий(CDMA, Code Division Multiple Access). При цьому кожному передавачу інформації на радіо інтерфейсі призначається індивідуальний код, за допомогою якого він кодує вихідні дані. Користувач, знаючи цей код, може приймати з ефіру лише ту інформацію, яка закодована кодом потрібного посилача. У стандарті TD - SCDMA можлива одночасна робота з 16 різними кодами в одному таймслоті на одній частоті.

Сумарно технології TDD, TDMA і CDMA дозволяють динамічно перерозподіляти ресурси мережі, що виділяються для кожного абонента, залежно від навантаження мережі і потреб самого абонента(використовуваних ним застосунків). Крім того, досягається максимальна спектральна ефективність, оскільки у разі максимального навантаження на мережу мінімум ресурсів залишиться не задіяним.

## Впровадження та використання
20 січня 2006р. Міністерство інформаційної промисловості в КНР офіційно оголосило, що TD-SCDMA є стандартним мобільним зв'язком 3G в країні. 15 лютого 2006р. у Китаї було оголошено про те, що відбудуться попередні комерційні випробування, після завершення ряду робіт тестових мереж в окремих містах. Ці випробування проводились з березня по жовтень 2006 року, але результат, був незадовільним. На початку 2007 року китайський уряд доручив домінуючим стільниковим операторам, China Mobile, побудувати комерційні мережі у восьми містах, двох фіксованих носіїв, China Telecom і China Netcom. Будівництво цих тестових мереж повинно було завершитись в четвертому кварталі 2007 року, але будівництво було завершено на початку 2008 року.

Був прийнятий стандарт 3GPP, відомий як "Варіант UTRA TDD 1.28Mcps».

28 березня 2008року. China Mobile Group оголосила "комерційні випробування" TD-SCDMA для 60000 тестових користувачів у восьми містах з 1 квітня 2008 року. Мережі інших стандартів 3G (WCDMA і CDMA2000 EV / DO) ще не були запущені в Китаї, так як вони були відкладені до TD-SCDMA який був готовий до комерційного запуску. У січні 2009 року Міністерство промисловості та інформаційних технологій (МПтаІТ) в Китаї пішло на незвичайний крок - присвоїло ліцензії для 3-х різних стандартів мобільного зв'язку третього покоління телефонних носіїв, які, як очікується, потребуватимуть $ 41 млрд витрат на нове обладнання. Стандарт TD-SCDMA, був визнаний в China Mobile, як найрозповсюдженіший оператор мобільних телефонів у світі за абонентами. Ліцензії для двох існуючих стандартів 3G, W-CDMA і CDMA2000 1xEV-DO , були призначені для China Unicom і China Telecom відповідно. Третє покоління, або 3G, підтримує технологію вебсерфінгу, бездротові відео та іншиі послуги.

## Технічні моменти
Стандарт TD-SCDMA працює з діапазонами частот 2300-2400, 2010-2025 і 1880-1920 МГц, розподіл каналів становить 1,6 МГц. Як метод передачі даних застосовується комутація пакетів, а також комутація каналів. Однією з особливостей технології є адаптивне кодування мови із змінною швидкістю AMR.
TD-SCDMA використовує TDD , на відміну від схеми FDD,що використовує W-CDMA . Динамічно регулюючи кількість часових інтервалів для низхідного і висхідного сигналу  , система може легко розміститися асиметрично трафіку з різними вимогами швидкості передачі даних по низхідному каналу і висхідному, ніж схеми FDD. Так як він не вимагає парного спектра для низхідного і висхідного каналу, гнучкість розподілу спектру також збільшується. Використання  однакової несучої частоти для висхідного і низхідного каналу також означає, що канал працює в обох напрямках. TD-SCDMA також використовує TDMA, на додаток до CDMA, що використовується в мережах WCDMA. Це зменшує кількість користувачів в кожному часовому інтервалі, що  знижує складність реалізації багатокористувацького виявлення і формування променя схеми, але без безперервної передачі, і знижує покриття, (через більш високу пікову потужність), мобільність (через зниження контролю потужності частоти), і ускладнює управління ресурсами радіо алгоритмів.

"S" в TD-SCDMA означає "синхронний" - сигнали висхідної синхронізації в приймальнику базової станції досягається завдяки безперервному коригуванню часу. Це зменшує перешкоди між користувачами одного і того ж часового інтервалу, з використанням різних кодів, шляхом поліпшення ортогональності між кодами, тому збільшується пропускна спроможність системи, за рахунок деякої апаратної складності в досягненні висхідної синхронізації.

Порівняння TD-SCDMA та WCDMA:
|                                     | TD-SCDMA        | WCDMA                               |
| ----------------------------------- | --------------- | ----------------------------------- |
| Назва                               | LCR TDD,IMT-TC  | IMT-DS, UTRA FDD                    |
| Полоса частот                       | 2010MHz-2025MHz | 1920MHz-1980MHz and 2110MHz-2170MHz |
| Мінімальна полоса частот            | 1.6MHz          | 2x5MHz                              |
| Частота повторного використання     | 1(or3)          | 1                                   |
| Тип дюплексу                        | TDD             | FDD                                 |
| Швидкість чипу                      | 1.28 Mcps       | 3.84 Mcps                           |
| Довжина кадру(ms)                   | 10              | 10                                  |
| Модуляція                           | QPSK or - 8PSK  | QPSK                                |
| Ресівер                             | Join Detection  | Rake                                |
| Період контролю живлення            | 200Hz           | Time slot=1500 Hz rate              |
| Хендовери                           | Hard,Baton      | Hard,Soft,Softer                    |
| Фізичний шар розповсюдження сигналу | 1,2,4,8,16      | 4...256 UL, 4...512 DL              |

## Інтерференція і методи боротьби з нею
Для доступу абонентів в мережі стандарту TD - SCDMA серед усіх інших використовується кодовий метод множинного доступу абонентів(CDMA). Головний принцип його роботи ґрунтується на тому, що кожному абонентові привласнюється незалежний(ортогональний) код, за допомогою якого обладнання  кодує усю передавану їм інформацію. Завдяки тому, що коди незалежні з'являється можливість виділити(прийняти) з радіо ефіру інформацію, передану саме цим абонентом. Проте на практиці неможливо згенерувати досить багато кодів для роботи реальної мережі стільникового зв'язку, тому використовуються " майже" ортогональні коди. Таких кодів можна створити багато, проте вони мають великий недолік: при великому числі одночасно працюючих пристроїв в ефірі виникає інтерференція, тобто пристрої починають здійснювати один на одного вплив і при перевищенні певного порогу може виникнути значне спотворення і втрата передаваної інформації. Саме інтерференція є головним обмежуючим чинником пропускної спроможності і місткості системи TD - SCDMA.
У зв'язку з вищесказаним виникає необхідність пошуку різних способів боротьби з інтерференцією. Стандарт TD - SCDMA пропонує цілий набір таких методів :
- Механізм визначення спільної передачі(Joint detection). Він реалізований в приймачі базової станції у вигляді спеціального модуля і забезпечує максимально точне виділення сигналу для кожного абонента із загального потоку. Алгоритм Joint detection ґрунтується на тому, що в сигнал від кожного абонента додається спеціальна тренувальна послідовність, яка при прийомі дозволяє оцінити параметри радіо каналу, у тому числі і рівень інтерференції. Таким чином, приймач може заздалегідь передбачити можливі проблеми і скоректувати сигнал, що приймається.
- Розумні антени(Smart Antennas)- це секторні антени, які можуть передавати(приймати) сигнал із заздалегідь визначеної місцевості, часто обмеженої декількома десятками метрів. Завдяки їм реалізується так званий просторовий метод множинного доступу(SDMA - Space Division Multiple Access) абонентів. Для ефективної роботи смартантен потрібний надійний і точний алгоритм визначення місця розташування абонентів, який вже закладений в стандарті TD - SCDMA. Таким чином, сигнал для кожного абонента передається окремо і інтерференції від спільної передачі сигналів вдається уникнути. Проте на практиці, такі антени застосовуються досить рідко внаслідок їхньої високої вартості.

- Динамічний розподіл кодів, що полягає в тому, що коди для абонентів виділяються в різних(дозволених) частотних діапазонах і часових інтервалах, що дає можливість понизити загальний рівень інтерференції. Залежно від використовуваного методу розділення каналів виділяють наступні методи динамічного розподілу :

- часовий динамічний розподіл(TDMA) - трафікові канали виділяються в найменш таймслотах, що інтерферують;
- частотний динамічний розподіл(FDMA) - трафикові канали виділяються для тих таймслотів, що найменш інтерферують на частотах, що несуть інформацію по 1,6 Мгц в межах стандартної смуги 5 Мгц);
- кодовий динамічний розподіл(CDMA) - для трафікових каналів виділяються коди, що найменш інтерферують;
- просторовий динамічний розподіл(SDMA) - базується на використанні смарт-антенн(описаний вище).

- У відмінності від технології WCDMA стандарт TD - SCDMA передбачає чітку синхронізацію усіх пристроїв. Необхідність синхронізації обумовлена в першу чергу використанням методу TDMA. Щоб уникнути накладення інформації різних абонентів, що передаються в сусідніх таймслотах приймач, і передавач повинні точно знати структуру часових інтервалів. Синхронізація також надає непряму допомогу у боротьбі з інтерференцією. Завдяки синхронізації забезпечується надійна робота алгоритму Joint detection, а також смарт-антен. Крім того, синхронізація дозволяє вирішувати інші завдання і отримати додаткові переваги:

- висока точність у визначенні місці розташування;
- можливість виміру " якості" сусідніх слотів в часових інтервалах, коли інформація не передається;
- завдяки синхронній роботі можна досягти тієї ж якості з'єднання, що і з використанням м'якого хендовера (soft handover), обмежуючись звичайним жорстким хендовером (hard handover).

## Переваги TD-SCDMA
Розглянемо основні відмінності і переваги стандарту TD-SCDMA перед іншими стандартами мобільного зв'язку:
1. Мережа добре підходить для асиметричного трафіку 3G додатків, наприклад, доступ в мережу Інтернет. Додатки реального часу такі як голосові з'єднання і мультимедіа, і вони генерують симетричний трафік. Для оффлайн додатків (e-mail, доступ в мережу Інтернет) вимоги до затримок менші, а трафік зазвичай асиметричний, причому в напрямку downlink  передається в кілька разів більші обсяги даних. Для тих стандартів, які вимагають роздільні смуги частот для uplink і downlink  під час використання асиметричних додатків, займані дані залишаються не задіяними. Це в результаті приводить до зменшення спектральної ефективності стандарту. У свою чергу, в стандарті TD-SCDMA дані в uplink і downlink передаються в одній смузі частот, що дозволяє підібрати швидкість смуги в точній необхідності до вимог додатків. Причому швидкість може бути налаштована досить точно, з невеликим кроком від 1,2 кбіт / сек до 2Мбіт/сек. Ці особливості дозволяють більш ефективно використовувати наявний спектр частот.
2. Висока спектральна ефективність призводить до збільшення ємності мережі. Як зазначалося вище: в стандарті TD-SCDMA використовується загальна смуга на радіо інтерфейси в uplink і downlink, що дозволяє використовувати всі виділені ресурси без залишку. Крім того, завдяки іншим технологіям (смарт-антени, динамічний розподіл ресурсів і т.д.) вдається знизити інтерференцію  і, відповідно, збільшити ємність мережі (до 3-5 разів у порівнянні з GSM). Це особливо важливо у приміських областях із щільною забудовою.
3. Збільшена гнучкість у використанні частотного ресурсу та побудові мережі, яка обумовлена смугою пропускання 1,6 МГц.
До інших переваг TD-SCDMA можна віднести знижене споживання потужності, економія транспортних ресурсів, спрощене планування мережі.

## Документація
- TS 25,201 Physical Layer [Архівовано 22 лютого 2014 у Wayback Machine.] - Загальний опис - описує основні відмінності між FDD і TDD.
- TS 25,221 [Архівовано 1 серпня 2014 у Wayback Machine.] Фізичні канали і відображення транспортних каналів на фізичні канали (TDD)
- TS 25,222 [Архівовано 1 серпня 2014 у Wayback Machine.] мультиплексування та кодування каналів (TDD)
- TS 25,223 [Архівовано 2 серпня 2014 у Wayback Machine.] Поширення і модуляція (TDD)
- TS 25,224 [Архівовано 2 серпня 2014 у Wayback Machine.] Фізичні процедури шар (TDD)
- TS 25,225 [Архівовано 2 серпня 2014 у Wayback Machine.] Фізичний рівень - Вимірювання (TDD)